# 2-ヒドロキシ-5-メトキシベンズアルデヒド
2-ヒドロキシ-5-メトキシベンズアルデヒド(2-Hydroxy-5-methoxybenzaldehyde)は、バニリンの異性体である。

## 化学合成
メキノールからのライマー・チーマン反応により収率79%で合成される。